# Melrose House (Pretoria)

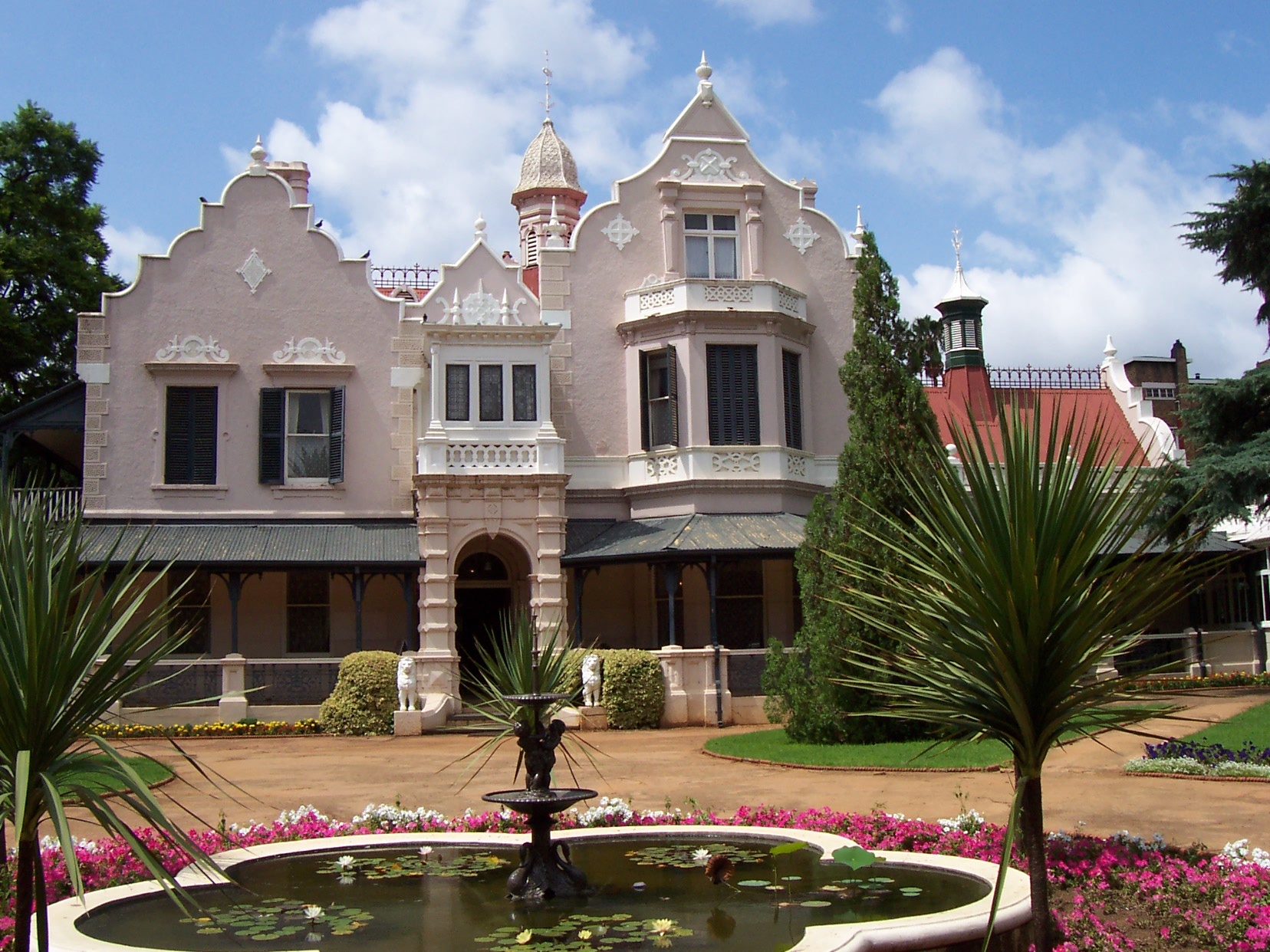
Das Melrose House (2005)

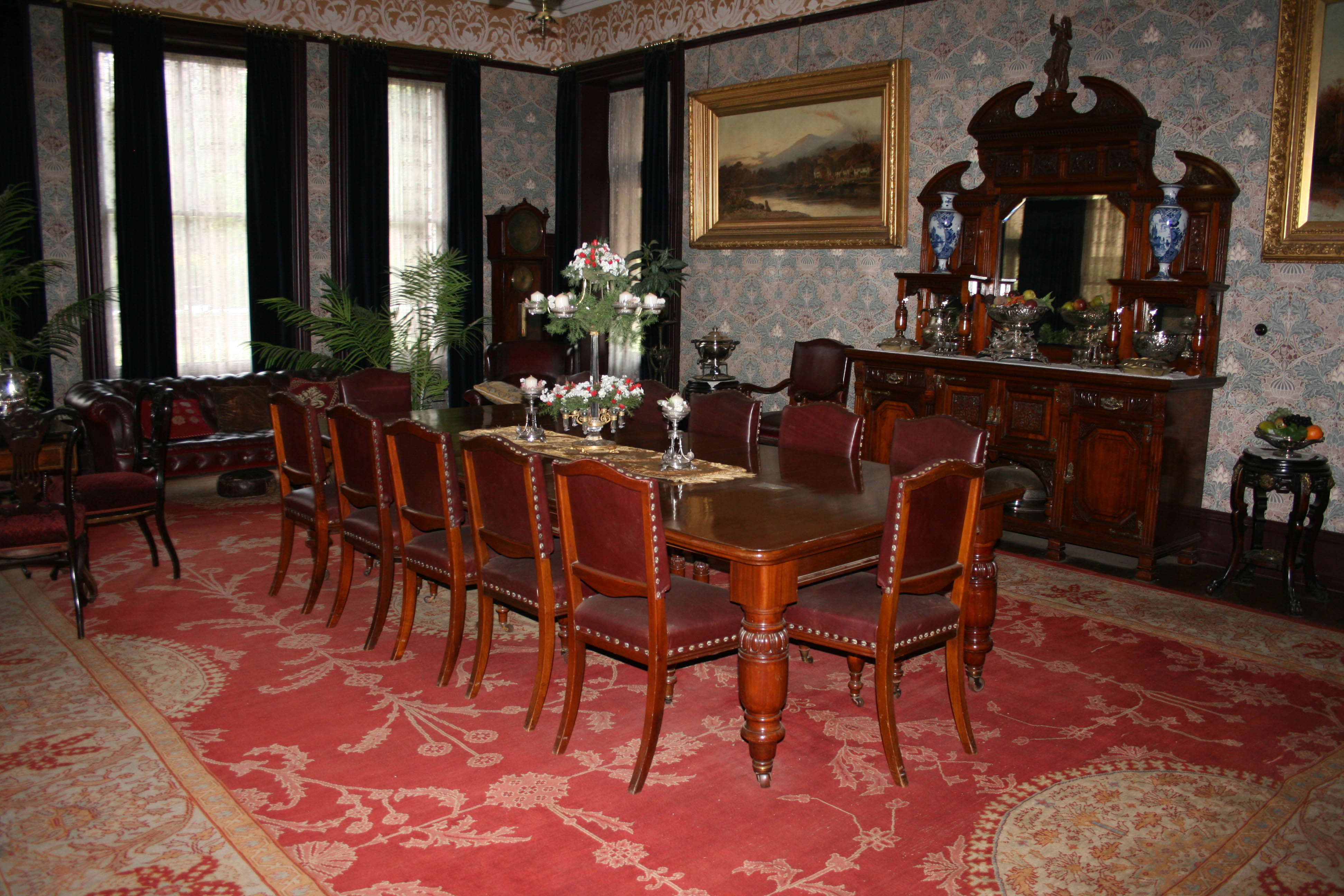
Der Tisch, an dem der Frieden von Vereeniging unterzeichnet wurde

Das Melrose House (afrikaans: Melrose-Huis) ist ein im viktorianischen Stil erbautes Herrenhaus in der südafrikanischen Hauptstadt Pretoria. Es steht gegenüber dem Burger Park in der 275 Jeff Masemola Street (ehemals Jacob Maré Street).
Das Haus wurde zwischen 1884 und 1886 von dem Transportunternehmer George Jesse Hyse erbaut. Während des Zweiten Burenkrieges wurde es von den Briten beschlagnahmt. Der britische Oberbefehlshaber Lord Roberts und sein Nachfolger Lord Kitchener bezogen hier Quartier.
Schließlich wurde am 31. Mai 1902 im Speisesaal des Hauses der Friedensvertrag zwischen den Briten und den Buren unterzeichnet. Damit endete der Zweite Burenkrieg.
Heute befindet sich im Melrose House ein Museum, in dem man originalgetreue englische Möbel aus dem 19. Jahrhundert, Porzellan und viele andere Accessoires aus jener Zeit besichtigen kann. Des Weiteren finden hier regelmäßig Konzerte, Ausstellungen und weitere Veranstaltungen statt.